# Viserny
Viserny là một xã ở tỉnh Côte-d'Or trong vùng Bourgogne-Franche-Comté, phía đông nước Pháp. Khu vực này có độ cao trung bình 210 mét trên mực nước biển.

## Dân số
| 1962                                         | 1968 | 1975 | 1982 | 1990 | 1999 |
| -------------------------------------------- | ---- | ---- | ---- | ---- | ---- |
| 163                                          | 176  | 175  | 170  | 191  | 167  |
| Số liệu từ năm 1962: Dân số không tính trùng |      |      |      |      |      |